# 哥倫·史坦高夫斯基
哥倫·史坦高夫斯基（Goran Stankovski，1976年11月20日—），馬其頓足球運動員，司職前鋒，曾經9次代表馬其頓上陣。

## 簡歷
哥倫於2006至07年度球季效力連奪2屆馬其頓甲組聯賽冠軍的班霸拉邦歷基，該季替球隊於歐聯第3圈外圍賽作客對匈牙利甲組聯賽班霸迪比辛上陣取得入球。哥倫身高只有1米72，但走位靈活，特別入楔的時間相當準確。8月23日抵港前，亦於8月中剛開始的球季替拉邦歷基中上陣3場入2球，狀態不成疑問。他在2007年8月23日由拉邦歷基轉會加盟香港甲組聯賽球隊傑志。在香港傑志效力一年後，因傑志大換血及薪酬過高而遭到放棄。

## 外部連結
- 香港足球總會網頁資料球員註冊資料（页面存档备份，存于）